# Palais Attems
Le palais Attems est un palais de Graz, de l'arrondissement d'Innere Stadt, dans la Sackstraße. Le petit palais Attems, également appelé Witwenpalais, jouxte le bâtiment. De l'autre côté de la Sackstrasse se trouvent le Reinerhof et le palais Khuenburg, du même côté de la rue l'église de la Sainte-Trinité.

## Histoire
Le fondateur de la lignée de Graz de la maison d'Attems, Ignaz Maria Attems, achète six maisons urbaines entre 1687 et 1702, qui se trouvaient sur le site du palais actuel. Il charge l'architecte Johann Joachim Carlone de construire un palais urbain. Andreas Stengg serait un autre maître d'œuvre impliqué. Le travail dure de 1702 à 1716. Carlone aurait utilisé des modèles génois dans ses plans et travaillé sur le palais jusqu'en 1705. À cette époque, la première porte de la Sackstrasse existait encore dans le cadre des remparts gothiques.
Le comte Ignaz Maria von Attems, qui meuble richement l'intérieur du bâtiment, commence à créer la plus importante collection d'art privée de Styrie. Elle comprend des peintures, des armes, des tapisseries et des armures, ainsi qu'une grande bibliothèque. Après la mort du propriétaire, le palais Attems est donné au premier-né par un fideicommissum. L'intérieur est agrandi entre 1732 et 1750 par le comte Franz Dismas Attems avec de nombreux lambris et poêles en faïence.
Le fils de Franz Disma, Ignaz Maria II, ajoute à la collection d'autres œuvres d'art de ses voyages à travers l'Europe. Il termine les lambris rococo et les poêles en faïence. Lorsque le comte Ferdinand Attems est élu gouverneur de Styrie en 1800, les travaux à l'intérieur ne sont pas encore terminés. Les boiseries sont sculptées d'or. Plus de cent ans plus tard, avec le déclenchement de la Première Guerre mondiale, la famille noble Attems commence à décliner. De 1915 à 1946, le palais de la ville est une possession du comte Ferdinand III Attems, qui loue des chambres à la ville de Graz. En 1933, les salles de la galerie de la collection d'art sont ouvertes au public.
À la fin de la Seconde Guerre mondiale, le palais Attems perd de nombreux trésors artistiques. Même les armoires des domestiques sont saccagées. Endommagé en 1945 par l'explosion d'une bombe, les ventes de la collection d'art, de la bibliothèque et de la collection d'armes commencent en 1946. Les comtes d'Attems ayant perdu une grande partie de leurs biens en Yougoslavie à cause de la guerre et le palais devant être restauré, leur situation financière est difficile.
Ignaz Maria V Attems déménage à Vienne en 1958 et laisse un palais vide derrière. En 1962, il décide de vendre le palais à la Styrie. Deux ans plus tard, les façades nord et est sont rénovées, en 1968 côté cour. La restauration intérieure dure de 1971 à 1982.
Les bureaux de la Styriarte, le festival Automne styrien (de), la rédaction du magazine littéraire manuskripte et deux des six ÖCV de Graz sont hébergés au Palais. Des chambres individuelles sont louées pour des occasions spéciales.

## Architecture

### Extérieur

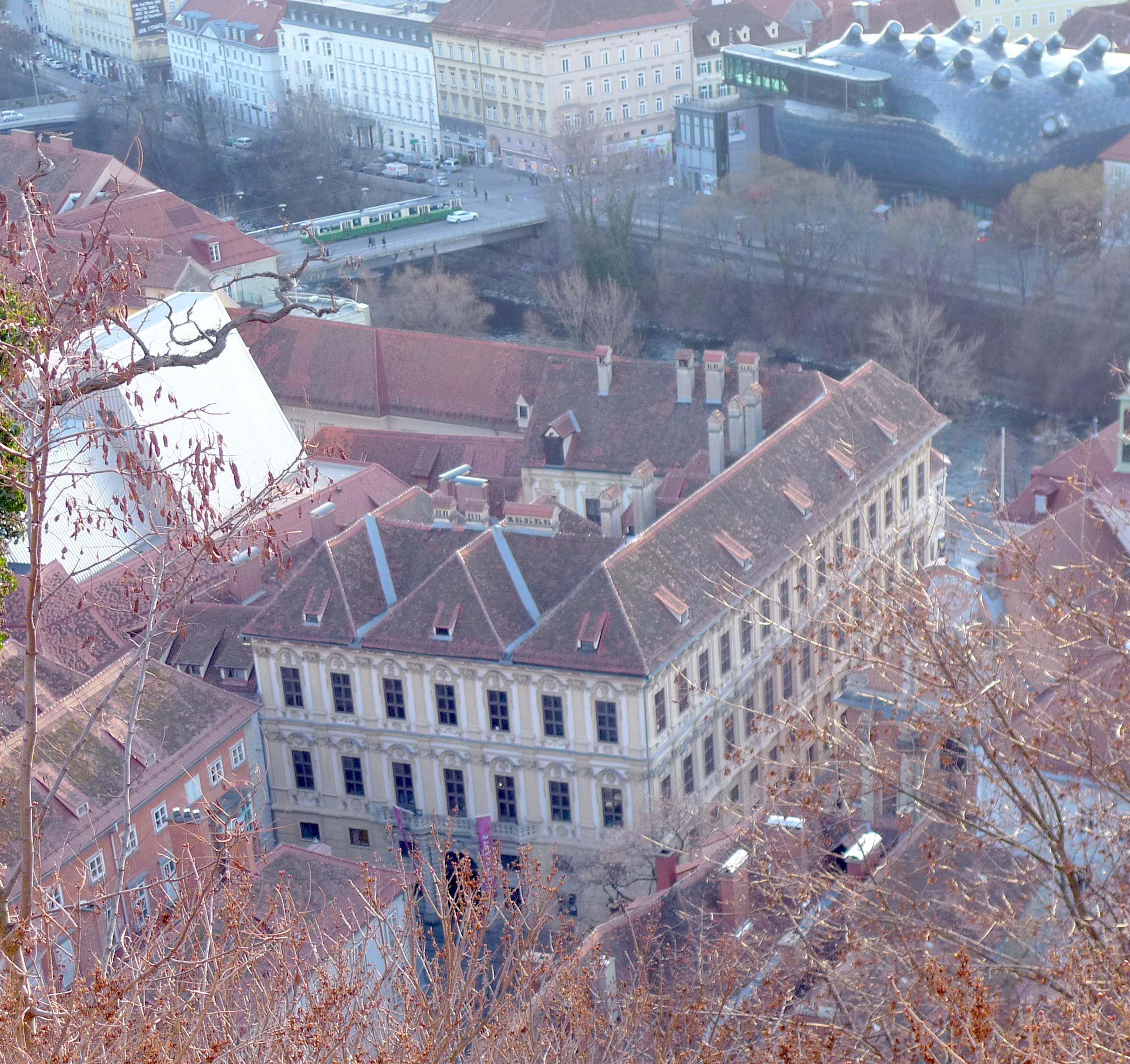
Vue du palais

Le bâtiment en forme de U de quatre étages renferme une cour presque carrée. La façade baroque est richement décorée de stucs de Domenico Boscho côté rue et dans la cour. La conception de la façade est influencée par les bâtiments de palais du nord de l'Italie. Les deux façades de la rue servent de façades représentatives. Les mezzanines inférieures sont combinées en une zone de socle et ont des fenêtres avec des cadres en pierre. Aux deux étages supérieurs, les fenêtres sont cintrées avec arcade frontale et vases en stuc. Les planchers de la façade supérieure sont séparés de la zone inférieure par des pilastres ioniques et composites, entre lesquels passe une corniche de ceinture
Un portail massif en pierre voûtée de rustica émerge du côté de la Sackstraße. Il est flanqué de piliers. Un blason d'alliance en grès de la famille Attems et Wurmbrand est placé au sommet du portail. Il représente le lien entre Ignaz Maria Attems et sa première épouse, la comtesse Maria Regina Wurmbrand. Au-dessus des armoiries se trouve une tonnelle avec une balustrade en pierre avec des représentations figuratives. Les ailes de portail sculptées avec des ferrures proviennent de l'époque de la construction. La porte est fermée par une grille de vrille en fer forgé en forme de vrille. Les grilles de fenêtre en fer forgé datent du milieu du XVIIIe siècle.

### Intérieur
L'intérieur est meublé en trois phases. À partir de 1706, les travaux de stucage du plafond sont effectués sous la direction générale de Domenico Boscho. Son client est le comte Ignaz Maria Attems. Après 1702, Franz Carl Remp et ses assistants peignent le plafond et les dessus-de-porte ainsi que des fresques. La première phase de la conception est achevée vers 1710.
Sous le comte Franz Dismas Attems et son fils Ignaz Maria II, les lambris et les poêles en faïence sont réalisés selon les plans de Josef Hueber. Dans la troisième phase, les décorations sculptées dans le style du classicisme du comte Ferdinand Attem sont appliquées aux lambris et aux poêles en faïence.
Dans toutes les pièces des deux étages supérieurs, des plafonds en stuc peuvent être observés lors du passage de l'acanthe et du feuillage à l'ornement en ruban. De plus, le stuc est décoré de couches d'or, d'argent et de cuivre. Le plafond et les dessus-de-porte contiennent des représentations de l'Ancien Testament et un ancien motif mythologique. Les pièces de la vaste collection d'art sont perdues dans l'après-guerre.

#### Rez-de-chaussée
Par le portail, on accède à un vestibule à deux baies, dont le plafond est décoré de délicats rubans et feuillages. Sur le côté, deux escaliers avec des balustrades en pierre ajourée et des lanternes sur poteaux en pierre mènent aux étages supérieurs. Après l'entrée, il y a des portes en pierre à droite et à gauche avec des paires de chérubins en stuc tenant des vases. Les chambres du rez-de-chaussée sont décorées de riches stucs, certains dans le style de la coquille. La cage d'escalier étroite dans l'aile est a un escalier à deux bras.

#### Premier étage
Le premier étage est autrefois utilisé comme étage à des fins représentatives. Les peintures de Franz Carl Remp y contribuent également, représentant des motifs bibliques et antiques ainsi que des allusions allégoriques à la famille Attems. Une fresque au plafond avec l'apothéose de la maison Attems est visible dans l'antichambre. La « salle des splendeurs » est meublée de nombreuses peintures murales et de plafond. Il y a aussi cinq tapisseries de l'atelier bruxellois de Heinrich Reydam et un poêle en faïence à décor en relief. La soi-disant "cheminée" est équipée de nombreuses représentations de figures mythologiques.

#### Deuxième étage
Les logements de la famille sont initialement installés au deuxième étage, puis transformés en bibliothèque et en galerie de peintures. À la fin de la Seconde Guerre mondiale, une grande partie du riche mobilier, y compris la plus grande collection privée de peintures de Styrie, est perdue. Le « Grand Salon » est également connu sous le nom de « salle des singes ». Il montre des peintures grotesques avec des figures et des paysages exotiques. Des singes en bronze émergent du plafond. La peinture du plafond représentant Apollon et Abondance dans le cercle des arts et des sciences est encadrée par huit médaillons. La « salle des oiseaux » voisine est riche en scènes de la mythologie grecque. Il tire son nom de la représentation de toutes sortes d'oiseaux.